# Allie Haze
Pour les articles homonymes, voir Haze.
Allie Haze est une actrice de films pornographiques américaine née le 10 mai 1987 à Redlands en Californie. Elle reprend, sous le pseudonyme de Brittany Joy, le rôle d'Emmanuelle.

## Biographie
Enfant, Haze participe et est couronnée dans de nombreux concours de beauté. Elle joue également dans des pièces de théatre Allie Haze entame sa carrière dans le cinéma pornographique en Juin 2009 avant d'obtenir des rôles dans des films à scénario. En mai 2011, elle signe un contrat d'exclusivité avec le studio Vivid,. Elle présente au Festival de Cannes la nouvelle série de films Emmanuelle tournée en 3D, dont elle tient le rôle-titre.
Elle est la Penthouse Pet de janvier 2014. Sa ressemblance avec l'actrice Tori Black a souvent été remarquée, de plus la qualité de leur sexe anal est considérée comme proche.

## Récompenses et nominations
Récompenses
- 2011 : AVN Award – Most Outrageous Sex Scene – Enema Boot Camp
- 2011 : XRCO Awards de la meilleure nouvelle starlette[6]
- 2013 : XBIZ Award de la meilleure actrice dans une parodie (Best Actress – Parody) pour Star Wars XXX: A Porn Parody (Axel Braun Productions/Vivid)[8]

Nominations
- 2011 AVN Award – Best All-Girl Couples Sex Scene – She's My Man
- 2011 AVN Award – Best New Starlet
- 2011 AVN Award – Best Three-Way Sex Scene (G/G/B) – Speed
- 2011 XBIZ Award – New Starlet of the Year

## Filmographie sélective
- 2018 : Pussy Lust
- 2017 : Lick It Good 2
- 2016 : Ex-mom Movement
- 2015 : Women Seeking Women 14
- 2015 : Women Seeking Women 116
- 2014 : Girl on Girl Time
- 2013 : Girls Kissing Girls 13
- 2013 : Jessica Drake's Guide to Wicked Sex: Woman to Woman
- 2012 : Molly's Life 15
- 2012 : Fifty Shades of Grey: A XXX Adaptation
- 2012 : Nerdy Girls
- 2012 : Allie Haze: I Love Sex
- 2012 : Emmanuelle in Wonderland
- 2012 : Overnight .... Vera
- 2012 : Star Wars XXX: A Porn Parody
- 2011 : Emmanuelle Through Time: Emmanuelle's Forbidden Pleasures
- 2011 : Emmanuelle Through Time: Emmanuelle's Sexy Bite
- 2011 : Emmanuelle Through Time: Emmanuelle's Supernatural Activities
- 2011 : Allie Haze: True Sex
- 2011 : The Interns 2
- 2011 : Foot Fuckers
- 2011 : 10 Things I Hate About Love
- 2011 : Mother-Daughter Exchange Club 20
- Adventures in Babysitting (2011) (V)
- Stalker (2011) (V)
- Saturday Night Fever XXX: An Exquisite Films Parody (2011) (V)
- The Teacher 3: To Die For (2011) (V)
- Lesbian Office Seductions 5 (2011) (V)
- Girls in White 2011 3 (2011) (V)
- Julia Ann Loves Girls (2011) (V)
- American Cocksucking Sluts (2011) (V)
- Real Porn Stars of Chatsworth (2011) (V)
- Cuties 2 (2011)
- Teach Me (2011) (V)
- Girlfriends 3 (2011) (V)
- Cum Glazed 2 (2011) (V)
- Bush (2011) (V)
- Jessica Drake's Guide to Wicked Sex: Fellatio (2011) (V)
- Lost and Found (2011) (V)
- Lesbian House Hunters 6 (2011) (V)
- Lesbian Office Seductions 4 (2011) (V)
- A Little Part of Me (2011) (V)
- Girl Crush 2 (2011) (V)
- Sinderella & Me (2011) (V)
- Raw 6 (2010) (V)
- 2010 : Lesbian Adventures: Strap-On Specialists 2
- Big Ass Handy Women (2010) (V)
- 2010 : Girls Kissing Girls 6
- The Doctor 2 (2010) (V)
- 2010 : Lesbian Seductions: Older/Younger 33
- Legends & Starlets 3 (2010) (V)
- Rocco's American Adventures (2010) (V)
- Net Skirts 3.0 (2010) (V)
- Lesbian Beauties 6: Latinas (2010) (V)
- We Suck 3 (2010) (V)
- Big Ass Crackers (2010) (V)
- Belladonna: Fetish Fanatic 8 (2010) (V)
- Buttman's Stretch Class 4 (2010) (V)
- Field of Schemes 8 (2010) (V)
- Starlets 2010 (2010) (V)
- 2010 : Lesbian Seductions: Older/Younger 31
- Big Dick Gloryholes 4 (2010) (V)
- Fuck Machines 7 (2010) (V)
- She's My Man 7 (2010) (V)
- Unseasoned Players 3 (2010) (V)
- 2010 : Road Queen 15
- 2010 : Road Queen 13
- 2010 : Women Seeking Women 60
- 2010 : Women Seeking Women 59
- Over Stuffed 10 (2010) (V)
- Almost Heaven (2010) (V)
- Awakening to Love (2010) (V)
- Barely Legal 101 (2010) (V)
- Big Ass Cheerleaders 2 (2010) (V)
- Face Fucking, Inc. 8 (2010) (V)
- I Fuck Myself (2010) (V)
- Masturbation Nation 8 (2010) (V)
- Secretary's Day 4 (2010) (V)
- Teens Like It Big 8 (2010) (V)
- The Interns (2010) (V)
- Relax, He's My Step Dad (2009) (V)
- Twisted Passions 6 (2009) (V)
- Pound the Round P.O.V. 2 (2009) (V)
- 2009 : Mother-Daughter Exchange Club 9
- Lesbian Legal 5 (2009) (V)
- CEOs and Office Ho's (2009) (V)
- Fuck Slaves 5 (2009) (V)
- My Sister's Hot Friend 19 (2009) (V)
- Naughty Rich Girls 2 (2009) (V)
- You've Been Busted 2 (2009) (V)